# 右北平郡

紀元前1世紀頃の東夷諸国と右北平郡の位置

右北平郡（ゆうほくへい-ぐん）は、中国にかつて存在した郡。

## 歴史
戦国時代、燕が上谷郡・漁陽郡・遼西郡・遼東郡とともに初めて設置。
秦の始皇帝が郡県制を施行した際に燕にならい設置される。郡治（役所）は無終県。
前漢の時代になると幽州に属し、平剛・無終・石成・延陵・俊靡・薋・徐無・字・土垠・白狼・夕陽・昌城・驪成・広成・聚陽・平明の16県を領した。郡治は平剛県。
王莽が新を建てると、それまでの郡県を改名したため、右北平郡は北順郡となり、県名も石成県・延陵県は鋪武県、俊靡県は俊麻県、薋県は裒睦県、徐無県は北順亭県、土垠県・白狼県は伏狄県、夕陽県は夕陰県、昌城県は淑武県、驪成県は掲石県、広成県は平虜県、聚陽県は篤睦県、平明県は平陽県となった。
後漢の時代になると県の数が減り、土垠・徐無・俊靡・無終の4県を領した。郡治は土垠県。建武25年（49年）、烏桓族の大人（たいじん：部族長）郝旦（かくたん）等が後漢に朝貢すると、光武帝は彼らを幽州の各郡に住まわせたので、右北平にも烏桓族が住むようになる。
西晋の時代も徐無・土垠・俊靡・無終の4県を領した。『晋書』地理志には、北平郡と表記されている。八王の乱以降は鮮卑族の段部が燕国・右北平郡・遼西郡にまたがって割拠していた。
その後、五胡十六国の動乱を経て北魏が華北を統一したが、旧右北平郡のほとんどの県は漁陽郡に合併され、北平郡という名は継承されたが場所が東にずれて、遼西のあたりに移動した。→北平郡を参照

## 参考資料
- 『漢書』（地理志）
- 『後漢書』（郡国志第二十三）
- 『晋書』（地理志上）
- 『魏書』（志第五 地形二上）